# Mécanique des milieux continus
La mécanique des milieux continus est le domaine de la mécanique qui s’intéresse à la déformation des solides (mécanique des solides déformables) et à l'écoulement des fluides (mécanique des fluides).
Le tableau suivant indique les divers domaines couverts par la mécanique des milieux continus.
| Mécanique des milieux continus | Mécanique des solides déformables | Déformation élastique  | Déformation élastique |
| Mécanique des milieux continus | Mécanique des solides déformables | Déformation plastique  | Rhéologie             |
| Mécanique des milieux continus | Mécanique des fluides             | Fluides non newtoniens | Rhéologie             |
| Mécanique des milieux continus | Mécanique des fluides             | Fluides newtoniens     |                       |

## Le milieu continu
Si l'on regarde la matière de « très près » (échelle nanoscopique), la matière est granulaire, faite d'arrangements d'atomes. Mais à l'œil nu, un objet solide semble continu, c'est-à-dire que ses propriétés semblent varier progressivement, sans à-coups.
L'hypothèse des milieux continus consiste à considérer des milieux dont les propriétés caractéristiques, c'est-à-dire celles qui nous intéressent — densité, élasticité, etc. — sont continues. Une telle hypothèse permet d'avoir recours aux outils mathématiques reposant sur les fonctions continues et/ou dérivables. En pratique, cela revient à considérer que le volume élémentaire de matière {\displaystyle \delta \tau }, bien que de taille très réduite à l'échelle usuelle (macroscopique) demeure important devant les « volumes » atomiques ou moléculaires, plus précisément possède une taille telle que l'on puisse négliger à tout instant les fluctuations du nombre de particules (atomes ou molécules) contenues dedans (cf. discussion dans l'article sur la notion solide parfait). Tout passage à la limite {\displaystyle \delta \tau \to 0}, auquel on procède pour définir les grandeurs mécaniques locales, sera sous-entendu en respectant ce critère : on définit donc des grandeurs « nivelées ». On procède de même en électromagnétisme classique pour définir les notions de densité de charge ou de courant, de façon à s'abstraire du caractère granulaire de la matière à l'échelle nanoscopique.
Des hypothèses supplémentaires peuvent éventuellement être faites ; ainsi un milieu continu peut être :
- homogène : ses propriétés sont les mêmes en tout point ;
- isotrope : ses propriétés ne dépendent pas du repère dans lequel elles sont observées ou mesurées.

De nombreux matériaux utilisés dans l'industrie sont à la fois homogènes et isotropes (métaux usinés ou bruts de fonderie). Cependant, de nombreux matériaux ne sont pas isotropes (tôles laminées, pièces forgées, pièces tréfilées, etc.) ; par ailleurs, l'utilisation de plus en plus fréquentes des matériaux composites a amené à étudier les milieux qui ne sont ni homogènes (sandwichs, béton granuleux), ni isotropes (fibres de verre, de carbone ou de kevlar maintenues dans une résine) mais pour lesquels l'hypothèse de continuité reste valable.

## Descriptions des milieux continus
Pour décrire le milieu, on se donne les outils suivants :

### Représentation lagrangienne
En représentation lagrangienne, les fonctions décrivant les grandeurs dépendent des variables suivantes :
- la particule considérée (ou sa position {\displaystyle M_{0}} à un temps de référence {\displaystyle t_{0}}) ;
- le temps.

Si {\displaystyle X} est un champ lagrangien, alors on a :
La représentation lagrangienne suit chaque particule. Le champ lagrangien donne la valeur de la grandeur considérée portée par la particule qui au temps {\displaystyle t_{0}} occupait le point {\displaystyle M_{0}}.

### Représentation eulérienne
En représentation eulérienne, les fonctions décrivant les grandeurs dépendent des variables suivantes :
- le point géométrique considéré ;
- le temps.

Si {\displaystyle X} est un champ eulérien, alors on a :
Le champ eulérien donne la valeur de la grandeur considérée portée par la particule qui au temps {\displaystyle t} occupe le point {\displaystyle M}.

### Utilisation des deux représentations
La représentation lagrangienne est souvent plus intuitive au départ, mais elle présente de nombreux défauts :
- un champ lagrangien est difficilement stationnaire ;
- il est parfois difficile de suivre une particule.

La représentation eulérienne est peut-être moins intuitive, mais elle a un avantage majeur : la simplicité de la description (par exemple d'un écoulement autour d'un solide).
En description eulérienne, il y a cependant un inconvénient : pour appliquer les théorèmes de la mécanique, il faut considérer un système fermé, or le champ eulérien donne les grandeurs en un point géométrique (donc les particules en ce point changent au cours du temps) ce qui est un système ouvert. Il faut donc être capable d'exprimer les dérivées des grandeurs pour chaque particule en fonction du champ eulérien. Pour cela on peut utiliser la dérivée particulaire, ou la formulation sous forme conservative des différents théorèmes ce qui concerne les équations de Navier-Stokes.

#### Expression de la dérivée particulaire
Dans ce qui suit, {\displaystyle {\tfrac {\partial X}{\partial t}}} représente la dérivée en description eulérienne et {\displaystyle {\tfrac {\mathrm {D} X}{\mathrm {D} t}}} la dérivée particulaire (en description lagrangienne).
Si {\displaystyle X({\underline {M}},t)} est un champ scalaire :
De même, si {\displaystyle {\underline {X}}} est un champ vectoriel, en développant :
On obtiendra le même type de formule pour la dérivée particulaire d'un champ représenté par un tenseur d'ordre quelconque.
La représentation lagrangienne est adaptée à la description des solides, tandis que la représentation eulérienne est adaptée à la description des fluides.

## Cinématique des milieux continus (description lagrangienne)
On décrit la transformation de chaque point du milieu par une fonction (suffisamment régulière) {\displaystyle {\underline {\Phi }}(M,t)} telle que {\displaystyle {\underline {OM}}={\underline {\Phi }}(M_{0},t)}.
On introduit alors le concept de déformation, pour mesurer la variation de distance entre deux points du solide à la suite de la transformation {\displaystyle {\underline {\Phi }}}.
On cherche à avoir une mesure de {\displaystyle \|MN\|^{2}-\|M_{0}N_{0}\|^{2}}.
Or on a {\displaystyle {\underline {OM}}={\underline {\Phi }}(M_{0},t)}. On peut donc écrire :
où :
est le gradient de la transformation.
On obtient donc :
On pose :
où {\displaystyle {\underline {\underline {E}}}} est l'opérateur des déformations de Green-Lagrange.
Si on introduit le vecteur déplacement {\displaystyle {\underline {u}}(M_{0},t)={\underline {M_{0}M}}}, on obtient :
Si l'on fait l'hypothèse des petites déformations, on obtient l'opérateur des déformations linéarisé :

## Loi de comportement
Les lois de comportement modélisent le comportement des fluides ou solides par des lois empiriques liant deux grandeurs physiques (notamment des grandeurs liées aux efforts en fonction de grandeurs cinématiques) qui sont spécifiques à un matériau ou milieu donné. Elle permettent le calcul de la réponse de ce milieu à des stimuli externes, comme des champs ou des forces qui leur sont appliqués.
À titre d'exemple, les lois de comportement décrivent : 
- en analyse structurale, la relation entre contraintes et déformations (voire de la vitesse de déformation) ;
- en mécanique des fluides newtoniens, la contrainte de cisaillement en fonction du gradient de vitesse ;
- en hydro- ou aérodynamique, la traînée en fonction de la vitesse de l'écoulement…

## Essais mécaniques
Ces essais permettent de mesurer, pour un corps, les principales grandeurs caractéristiques liées à la matière dont il est constitué.
Les propriétés viscoélastiques caractérisent complètement un matériau (solide, pâteux ou liquide). La DM(T)A permet d'accéder aux grandeurs intrinsèques, ainsi que la rhéométrie en oscillation (hors échantillon solide dans ce dernier cas).